# Ólavur Jøkladal
Ólavur Jøkladal (født 20. september 1952 i Klaksvík), er en færøsk korleder, komponist, cand.mag. i musikvidenskab og nordiske sprog, administrator og skolemand, der i øjeblikket arbejder som fuldmægtig ved Fólkaheilsuráðið - Board of public health. I juni 2020 blev han medlem af bestyrelsen for Dansk-Færøsk Kulturfond. I oktober 2020 blev han formand for Leiklistaráðið, der virker som bestyrelse for Tjóðpallur Føroya (Færøernes nationalteater). Tidligere har han været kontorchef hos Færøernes Rederiforening.

## Baggrund, uddannelse og karriere
Ólavur Jøkladal er født og opvokset i Klakvík. Han flyttede til Tórshavn 17-år gammel for at tage en uddannelse. Han blev uddannet merkonom fra Handelsskolen i Tórshavn. Derefter flyttede han til København, hvor han studerede musikvidenskab på Københavns Universitet og blev uddannet cand.phil i 1989, han skrev speciale med titlen Gustav Mahlers 8. symfoni : analytisk og genrehistorisk betragtet. Han flyttede til Færøerne igen i 1984, hvor han underviste i musik på Færøernes Lærerseminarium (Føroya Læraraskúli) i nogle år. Samtidig med at han underviste, forsatte han også sin uddannelse på Fróðskaparsetur Føroya, hvor han studerede færøsk og nordiske sprog og blev cand.mag. i 1992. I 2001 flyttede han sammen med sin familie til Filippinerne, hvor han arbejdede hos Faith Academy INC, en international highschool beliggende i Manila, i fire år som økonomidirektør, hvorefter de flyttede tilbage til Færøerne. Siden 2012 har han arbejdet for Fólkaheilsuráðið (Færøernes Folkesundhedsråd).
Jøkladal har været meget aktiv i musiklivet på Færøerne, i særdeleshed i korsammenhæng. I 1985 etablerede han Tórshavnar Kamarkór, som han dirigerede i 10 år. Koret var sammensat af hans elever, som han underviste i Tórshavns Musikskole samt andre erfarne sangere. Han har komponeret 4 korværker. I 1986 deltog Havnarkórið og Tórshavnar Kamarkór i Færøerne i Fokus, der blev holdt i Forum i København og andre steder i hovedstaden og andre steder i Danmark. Det gik ud på at vise danskere et mere nuanceret billede af Færøerne end f.eks. grindefangst. De to kor fra Tórshavn blev slået sammen til et stort kor, de holdt koncerter flere steder i København, bl.a. i Nicolai Kirken, hvor Dronning Margrethe var tilstede. Det var også dronningen, der åbnede Færøerne i Fokus 1986, hvor det færøske kor også fremførte under ledelse af Ólavur Hátún og Ólavur Jøkladal, der var ledere for henholdsvis Havnarkórið og Tórshavnar Kamarkór. I 1987 udgav de to kor Blátt. Jøkladal dirigerede de to kor og har komponeret to af korsatserner på udgivelsen Várlongsil. I 1996 udgav Tórshavnar Kamarkór Várlongsil. Siden 2016 har han været organist ved Hoyvíkar kirkja.
Jøkladal har deltaget i Nordisk samarbejde i flere sammenhænge. Fra 1985 til 2001 var han bestyrelsesmedlem i NMPU (Nordisk Musikkpedagogisk Union), og i fem år var han formand for NMPU-Færøerne. I 1993 og 1994 holdt han forelæsninger på Kénnaraháskóla Íslands om færøsk og islandsk sprog og om færøske forhold på "Mitt høgskolan" i Østersund, Ørnskjoldsvik og Sundsval i Sverige. Fra 1994 til 1999 har han også deltaget i nordisk samarbejde i forbindelse med litteratur. Samarbejdet var mellem Norge, Island, Grønland, Estland og Færøerne. Samarbejdet var organiseret under Nordisk Ministerråd. Han har repræsentet Færøerne på kongresser i Hamar, Nuuk og Tallinn.
I 2023 blev han hædret med Tórshavns Byråds hæderstegn.
Ólavur Jøkladal er gift med Ása av Reyni Jøkladal, som er datter til den færøske kunstner Ingálvur av Reyni, de har tre børn sammen.

## Udgivet
- 1987 Blátt (Blåt)- Havnarkórið & Tórshavnar Kamarkór, udgivet som grammofonplade og CD[13]
- 1996 Várlongsil (Forårslængsel) - Tórshavnar Kamarkór, Udgivet af Tutl som CD. Jøkladal har komponeret to af sangene af udgaven og udsat til kor: "Sum hjørtu hyggur" og "Innibyrgdur".[14]

## Værk
- 1985 Sálmur 42 - Sum hjørtur hyggur (Davids 42. Salme - Hjorten skriger), komposition efter Ólavur Jøkladal, der er inspireret af Giovanni Pierluigi da Palestrina.[15]
- 1995 Innibyrgdur [16]
- 2010 Hýsisá - Overture - Enmandskuespil Vatnið vinnur harðu hellu, opført til minde om Mikkjal á Ryggi, spillet af Hans Tórgarð,[17] digte efter Mikkjal á Ryggi, Ólavur Jøkladal komponerede musikken.[18]
- 2011 Corvus - Kvintet[19]

## Koncerter
- 1984 Christianskirken, Klaksvík
- 1986 Tivolis Koncertsal, København. Et blandet kor bestående af Havnarkórið og Tórshavnar Kamarkór fremførte, koncerten var en del af det færøske kulturfremstød i Danmark "Færøerne i Fokus" i april 1986.[20]
- 1986 Roskilde Domkirke. Et blandet kor bestående af Havnarkórið og Tórshavnar Kamarkór fremførte, koncerten var en del af Færøerne i Fokus i april 1986.
- 1986 Nicolai Kirke, København. Et blandet kor bestående af Havnarkórið og Tórshavnar Kamarkór fremførte, koncerten var en del af Færøerne i Fokus i april 1986.
- 1986 Forum, koncert til Færøerne i Fokus
- 1987 Lagtingets åbning ved Olai - Tinghúsvøllur - Fælleskor Kórsamband
- 1989 Langholtskirkja (is), Reykjavík - Tórshavnar Kamarkór
- 1990 Koncert for regentparet med følge i Nordens Hus – Tórshavnar Kamarkór
- 1993 Vor Frue Kirke, Århus - Tórshavnar Kamarkór
- 1993 Sofia Albertina, Landskrona, koncerten blev optaget og udgivet som Várlongsil i 1997. Tórshavnar Kamarkór
- 1993 Lunds Domkirke - Tórshavnar Kamarkór
- 1994 St Andrew's Cathedral (en), Aberdeen - Tórshavnar Kamarkór
- 1996 Hallgrímskirkjan, Reykjavík - Kammerkoret Aurora Borealis
- 1997 Gamle Aker kirke, Oslo - Kammerkoret Aurora Borealis
- 1997 Viborg Domkirke - Kammerkoret Aurora Borealis
- 2000 Nordens Hus, Tórshavn - Kammerkoret Aurora Borealis
- 2001 Nordisk Musikpædagogisk kongress - koncert med Kammerkoret Aurora Borealis
- 2011 Havnar Kirkja, domkirken i Tórshavn - Kammerkoret Aurora Borealis
- 2015 Koncert for ambassadører - Udenrigsministeriet - Kammerkoret Aurora Borealis
- 2015 30 års jubileumskoncert, Vesturkirkjan - Tórshavnar Kamarkór
- 2016 Lagtingets åbning ved Olai - Tinghúsvøllur [21] - Fælleskor Kórsamband
- 2017 Rigsombudsmanden på Færøerne - Kammerkoret Aurora Borealis

## Hæder
- 2023 - Hæderstegn fra Tórshavns Byråd for hans banebrydende arbejde indenfor musik.[22]